# Liste der anglikanischen/römisch-katholischen Dialogpapiere und Konvergenzerklärungen auf Weltebene
Die Liste der anglikanischen/römisch-katholischen Dialogpapiere und Konvergenzerklärungen auf Weltebene enthält die gemeinsamen Erklärungen der Päpste und der Erzbischöfe von Canterbury sowie die Dialog-, Konvergenz- und Konsenstexte, die von anglikanischen Theologen im Auftrag der Anglikanischen Gemeinschaft und von römisch-katholischen Theologen im Auftrag des Päpstlichen Rats zur Förderung der Einheit der Christen in gemeinsamer Ausschussarbeit erstellt wurden. Sie sind Dokumente eines bilateralen Teilaspekts der modernen ökumenischen Bewegung. Auf Deutsch veröffentlicht sind sie – bis auf beiden bisher letzten – in der ökumenischen Publikationsreihe Dokumente wachsender Übereinstimmung.
| Titel | Textart und Urheber | Jahr | DwÜ            |
| --- | --- | ---- | -------------- |
| | Gemeinsame Erklärung des Papstes Paul VI. und des Erzbischofs von Canterbury                                                                            | 1966 | Band 1, S. 190 |
| „Maltabericht“ | Bericht der Gemeinsamen Anglikanisch/Römisch-katholischen Vorbereitungskommission                                                                       | 1968 | Band 1, S. 127 |
| Die Lehre von der Eucharistie („Windsor-Erklärung“)                                                               | Schlußbericht der Anglikanisch/Römisch-Katholischen Internationalen Kommission                                                                          | 1971 | Band 1, S. 139 |
| Amt und Ordination („Canterbury-Erklärung“)                                                                       | Schlußbericht der Anglikanisch/Römisch-Katholischen Internationalen Kommission                                                                          | 1973 | Band 1, S. 148 |
| Die Anglikanisch/Römisch-katholische Ehe                                                                          | Bericht der Anglikanisch/Römisch-Katholischen Internationalen Kommission über die Theologie der Ehe und ihre Anwendung auf konfessionsverschiedene Ehen | 1975 | Band 1, S. 196 |
| Autorität in der Kirche I („Venedig-Erklärung“)                                                                   | Schlußbericht der Anglikanisch/Römisch-Katholischen Internationalen Kommission                                                                          | 1976 | Band 1, S. 159 |
| | Gemeinsame Erklärung des Papstes Paul VI. und des Erzbischofs von Canterbury                                                                            | 1977 | Band 1, S. 192 |
| Die Lehre von der Eucharistie: Erläuterung                                                                        | Schlußbericht der Anglikanisch/Römisch-Katholischen Internationalen Kommission                                                                          | 1979 | Band 1, S. 143 |
| Amt und Ordination: Erläuterung                                                                                   | Schlußbericht der Anglikanisch/Römisch-Katholischen Internationalen Kommission                                                                          | 1979 | Band 1, S. 155 |
| Autorität in der Kirche I: Erläuterung                                                                            | Schlußbericht der Anglikanisch/Römisch-Katholischen Internationalen Kommission                                                                          | 1981 | Band 1, S. 170 |
| Autorität in der Kirche II                                                                                        | Schlußbericht der Anglikanisch/Römisch-Katholischen Internationalen Kommission                                                                          | 1981 | Band 1, S. 177 |
| | Gemeinsame Erklärung des Papstes Johannes Paul II. und des Primas der Anglikanischen Kirchengemeinschaft, Erzbischof Robert Runcie                      | 1982 | Band 1, S. 194 |
| Das Heil und die Kirche                                                                                           | Gemeinsame Erklärung der Zweiten Anglikanisch/Römisch-Katholischen Internationalen Kommission (ARCIC II)                                                | 1986 | Band 2, S. 333 |
| | Gemeinsame Erklärung von Papst Johannes Paul II. und Erzbischof Robert Runcie                                                                           | 1989 | Band 2, S. 348 |
| Kirche als Gemeinschaft                                                                                           | Gemeinsame Erklärung der Zweiten Anglikanisch/Römisch-Katholischen Internationalen Kommission (ARCIC II)                                                | 1990 | Band 2, S. 351 |
| | Klarstellungen der Anglikanisch/Römisch-Katholischen Internationalen Kommission (ARCIC II) zu ihren Erklärungen über die Eucharistie und das Amt        | 1993 | Band 3, S. 213 |
| Leben in Christus: Moral, Gemeinschaft und die Kirche                                                             | Bericht über den internationalen anglikanisch/römisch-katholischen Dialog                                                                               | 1993 | Band 3, S. 225 |
| | Gemeinsame Erklärung von Papst Johannes Paul II. und Primas Carey                                                                                       | 1996 | Band 3, S. 260 |
| Die Gabe der Autorität. Autorität in der Kirche III                                                               | Eine gemeinsame Erklärung der Anglikanisch/Römisch-Katholischen Internationalen Kommission (ARCIC II)                                                   | 1998 | Band 3, S. 262 |
| Maria: Gnade und Hoffnung in Christus                                                                             | Eine gemeinsame Stellungnahme der Anglikanisch/Römisch-katholischen Internationalen Kommission (ARCIC II)                                               | 2004 | Band 4, S. 294 |
| Zusammenwachsen in Einheit und Sendung. Auf der Grundlage von 40 Jahren anglikanisch/römisch-katholischen Dialogs | Eine gemeinsame Stellungnahme der Internationalen Anglikanisch/Römisch-katholischen Kommission für Einheit und Sendung (IARCCUM)                        | 2006 | Band 4, S. 331 |
| Walking Together. Common Service to the World and Witness to the Gospel                                           | An appeal from the IARCCUM bishops to the bishops and the people of the Anglican and Catholic communities                                               | 2016 | folgt          |
| Walking Together on the Way. Learning to be Church - Local, Regional, Universal                                   | Eine gemeinsame Stellungnahme der Anglikanisch/Römisch-katholischen Internationalen Kommission (ARCIC III)                                              | 2017 | folgt          |